# Gabriele Salviati
Gabriele Salviati, född 29 mars 1910 i Bologna, död 15 oktober 1987, var en italiensk friidrottare.
Salviati blev olympisk bronsmedaljör på 4 x 100 meter vid sommarspelen 1932 i Los Angeles.